# Ermita de Sant Pere de Cinctorres
L'ermita de Sant Pere, està ubicada uns 3 kilòmetres, al sud-oest de la població de Cinctorres, a la partida del seu nom, s'accedeix a l'ermita per la mateixa pista que duu a l'Ermita de Sant Marc.

## Història
Construïda a principis del segle xvii (encara que no se sap ben certa la data, sí que hi ha documentació que indica que ja estava construïa en 1627), fou restaurada a finals del segle xx, perquè havia sigut utilitzada com a magatzem de palla de les masies de les rodalies.
Hi ha documentació que acredita que ja en 1633 se celebraven misses en aquest ermitori, fonamentalment en honor de sant Pere Màrtir.

## Descripció
L'ermita presenta planta rectangular (de 22 metres de llarg per uns 9 d'ample en una sola nau), de fàbrica de maçoneria i la seua coberta que és a dues aigües, està recolzada sobre dos arcs de diafragma. L’accés al temple és fa per la façana principal, que es presenta als peus, i s'obre en arc de mig punt format per àmplies dovelles de pedra que emmarquen una porta de fusta amb espiell. L'exterior és molt senzill, sense decoració exterior excepte l'espadanya amb la seva campana sobre la paret lateral, d'obra més moderna i d’aires barrocs.
Molt a prop de l'ermita, es troba la Torre de Navalles, torre medieval defensiva i de vigilància, molt bé conservada.

## Festes i Tradicions
El 29 d'abril és la festivitat de Sant Pere Màrtir, i és tradicional celebrar romiatge a la seva ermita el quart cap de setmana d'aquest mes.
Aquesta ermita, construïda a principis del segle xvii, va ser fidelment restaurada a finals del segle passat, perquè anteriorment servia com a magatzem de palla d'un grup de masies veïnals.